# Unitárius Evangélium
Unitárius Evangélium – Kiss Elek teológiai tanár által 1933 februárja és 1934 decembere között Kolozsváron szerkesztett folyóirat. A szerkesztő célja szerint színt és értéket volt hivatott adni az elszíntelenedett életnek. Állandó rovataiban a világ unitarizmusát (Helyzetkép), a teológiai és lelkészképzés problémáját (Theológia), a lelkészi hivatás mikéntjét (Misszió) kísérte figyelemmel.
Az Unitárius Evangélium Füzetei címmel a szerkesztő kiadványsorozatot is indított, de abban mindössze egy füzet jelent meg: Ahikár históriája (Kolozsvár, 1933).